# جوئل (سیگار)
جوئل  (به انگلیسی: Juwel) یک برند سیگار ایجاد شده در جمهوری دمکراتیک آلمان است؛ که توسط آلتریا تولید می‌شده است. مالک فعلی این برند آلتریا است.
تولید سیگارهای این برند از سال ۲۰۱۶ متوقف شده‌است.